# Питалица
Питалица је сажета форма, део народне књижевности, а чине је питање и одговор који је мудар, али и често духовит. Може се посматрати као пословица дата кроз дијалог. У питалицама не постоји опис радње и ситуације. Поједине питалице имају улогу да критикују лоше појаве у друштву. Наглашена је примена контраста, како би се кроз хумор указало на људске слабости. Попут пословица и загонетки, оне су део прозе, али на граници са поезијом, јер показују већу правилност у распореду језичких јединица, што их одваја од прозе, али без изосилабичности, која представља својство народне поезије.Деретић, Јован. Историја српске књижевности.</ref>

## Примери
Питали змију:
- Зашто ти је свак душманин?
- Зато што ни ја нисам никому пријатељ.

Питао кадија рају:
- Од шта је ова цванцика овако мрсна?
- Од крметине.
- Примићу је, али гријех на твоју гријешну душу.

Питали калуђера:
- Какво ти је време најтеже?
- Празна торбица!